# قياسة ملتحمة
القياسة الملتحمة (الاسم العلمي:Plusia conjuncta) هي نوع من الحشرات تتبع جنس القياسة من فصيلة الليليات.